# 明星誕生!
《明星誕生!》（日语：スター誕生!、スターたんじょう!）是在1971年10月3日至1983年9月25日期間播出的日本電視台選秀節目，共播出619期。1982年3月28日之前的播出時間是每週日11:00至11:55，同年4月4日改為11:00至11:45。該節目第一期收視率是4.7%。1978年5月7日播出的《明星誕生》創下該節目史上最高的28.1%收視率記錄。
《明星誕生!》被認為是改變日本藝能界地圖的節目。該節目為Horipro、太陽音樂、田邊事務所等新興經紀公司提供了大量藝人。「花中三人組」（山口百惠、森昌子、櫻田淳子）、粉紅淑女、小泉今日子、中森明菜等眾多日本演藝界的重量級人物從該節目出道。

## 出演

### 主持人
- 萩本欽一（1971年10月3日 - 1980年4月6日）
- 谷隼人（日语：谷隼人）、塔摩利（1980年4月13日 - 1981年4月5日）
- 坂本九、石野真子（1981年4月12日 - 1982年1月3日）
- 横山やすし（日语：横山やすし）、西川潔（日语：西川きよし）（1982年1月10日 - 1983年9月25日）

### 審查員

#### 萩本、谷、塔摩利、坂本、石野時期
- 松田トシ（日语：松田トシ）
- 阿久悠
- 中村泰士（日语：中村泰士）
- 都倉俊一
- 三木剛
- 森田公一（日语：森田公一）

#### 西川單獨時期
- 小林亞星（日语：小林亜星）
- ジェームス三木（日语：ジェームス三木）
- 大本恭敬（日语：大本恭敬）
- 服部克久
- 大林宣彥
- 淺井慎平（日语：浅井慎平）
- 殘間里江子（日语：残間里江子）
- 釜萢弘（日语：かまやつひろし）

#### 橫山、西川時期
- 三橋美智也
- 弦哲也（日语：弦哲也）

### 其他出演者
- 高橋達也（日语：高橋達也）和東京Union（樂團演奏）
- 岡本章生（日语：岡本章生）和Gay Stars（樂團演奏）
- 橫森良造（日语：横森良造）（手風琴）
- 土居甫（日语：土居甫）（舞蹈設計）
- 井上れい子（萩本時期的助手）
- ザ・シュークリーム（ユキ（今ホーン・ユキ）、クーコ（今清水クーコ）、谷上"イッコ"いく子（今北原由貴）、甲山"ノロ"曉美的四人組合，為萩本時期最早期的助手）
- 樂家姊妹（日语：リンリン・ランラン）（香港出身的雙胞胎組合，與井上同為萩本時期的助手）
- 北村優子（日语：北村優子）（萩本時期的助手）
- 黑部幸英（日语：黒部幸英）（以「クロベエ」名義）
- 齊藤清六（日语：斉藤清六）
- 雪吹優二郎（以「ユージロー」名義）
- 西山浩司（日语：西山浩司）
- シンちゃん、カメラ、風呂タロウ
- 志摩のぶ子（後改名為「志摩のぶこ」，谷、塔摩利時期的助手）
- 伊藤さやか（日语：伊藤さやか）（坂本、石野時期和橫山、西川時期的助手）
- 關根勤（坂本時期）
- 若松愛子（西川單獨時期）
- 堀敏彥（日语：堀敏彦）（西川單獨時期）
- The Birds Seven Plus 1（日语：ザ・バーズ (日本テレビ音楽学院)）（從日本電視台音樂學院（日语：日テレ学院）選拔出來）
- 伊藤英敏（日语：伊藤英敏）（橫山、西川時期的旁白）